# Augustijnenklooster (Maastricht)
Het Augustijnenklooster is een voormalig klooster van de augustijnen in de Nederlandse stad Maastricht. Het klooster ontstond halverwege de dertiende eeuw en was aanvankelijk gevestigd op een plek direct aan de Maas, iets ten zuidoosten van de tegenwoordige locatie. In de zestiende eeuw werd een nieuw klooster gebouwd, dat in de zeventiende eeuw werd vernieuwd en aan het eind van de achttiende eeuw werd opgeheven. Van het klooster resteert nog de barokke Augustijnenkerk en een klein deel van een kloostervleugel. In de twintigste eeuw vestigden zich opnieuw augustijnen en augustinessen in Maastricht, die eveneens sporen in het stadsbeeld hebben achtergelaten.

## Geschiedenis
De kloosterorde der augustijnen is waarschijnlijk in de elfde eeuw ontstaan, aanvankelijk als kluizenaarsorde, vanaf 1256 door paus Alexander IV als reguliere bedelorde erkend. De augustijner koorheren (Latijn: Canonici Regulares Sancti Augustini, afgekort CRSA of CanReg) waren reguliere kanunniken, leden van een religieus sticht, die in tegenstelling tot seculiere kanunniken in een kloostergemeenschap samenleefden, de priesterwijding hadden ontvangen en de orderegel van Augustinus van Hippo navolgden (de ordo antiquus of de ordo novus).

### Eerste klooster
Het precieze jaar van vestiging in Maastricht is niet bekend, maar moet vóór het midden van de dertiende eeuw hebben plaatsgevonden. In 1254 bedienden zij zich van een kapel, op de Vismarkt langs de Maas gelegen, vlak bij de aan het eind van de dertiende eeuw hier gebouwde nieuwe brug (de huidige Sint Servaasbrug) en schuin tegenover de kerspelkapel van Sint-Evergislus (aan de Maastrichter Brugstraat). Aan het eind van de dertiende eeuw woonden de augustijnen in een convent dat gevestigd was in een aantal bestaande huizen die hen door weldoeners waren geschonken. Deze huizen lagen tussen de stadsmuur langs de Maas en de Bokstraat (de huidige Kesselskade, waarvan de oostelijke bebouwing bij de aanleg van het Kanaal Maastricht-Luik werd gesloopt). Op oude stadsgezichten, zoals dat van Simon de Bellomonte uit 1575 in de stedenatlas van Braun en Hogenberg, zijn de tegen en deels op de stadsmuur gebouwde kloostergebouwen en de kapel met het buiten de walmuur uitstekend priesterkoor, dat door palen gesteund werd, goed te herkennen. Volgens de Maastrichtse humanist en geschiedschrijver Matthaeus Herbenus kon de kloosterkapel dankzij de vondst van een Romeinse muntschat in het midden van de vijftiende eeuw uitgebreid en verfraaid worden.
Langzamerhand voldeed het klooster niet meer - men beklaagde zich erover dat, als men een wandelingetje wilde maken, men meteen op de straten en wallen van de stad stond - en moesten de paters naar een betere behuizing uitzien. Na herhaalde klachten over hun huisvesting, werd hen ten slotte in 1586 door het stadsbestuur het gebruik aangeboden van de kapel van Maria ten Oeveren (Sancta Maria ad Littus) op de hoek van de Bokstraat en de Mariastraat. Deze kerspelkapel, ook wel kleine Mariakerk of Maria Minor genoemd, was onderhorig aan het kapittel van de Onze-Lieve-Vrouwekerk (Maria Maior). Pas in 1609 verkregen de paters van het kapittel het eigendom van de kapel en bijbehorende gronden.

### Tweede klooster
Voor de bouw van het nieuwe Augustijnenklooster naast de Maria-ten-Oeverenkapel werd in 1610 een kluizenarij afgebroken. De kluizenaar verhuisde naar de Kapoenstraat. Bekend is dat de augustijnen vanouds als kluizenaars leefden, dus wellicht waren al één of meerdere augustijnen vóór 1610 op de plek van het latere klooster gehuisvest en hadden ze hier bepaalde rechten. Toen dit voltooid was ging men in 1659 over tot sloop van de kapel en nieuwbouw van de nog bestaande kloosterkerk. Deze kon op 27 mei 1661 door de wijbisschop van Luik, Mgr. Blavier, worden ingewijd.
De augustijner koorheren vervulden op verschillende plekken in Maastricht priesterlijke taken. Zo lazen ze op maandag de mis bij het begin van de raadsvergaderingen en tweemaal per week in de kerk van de commanderij Nieuwen Biesen van de Duitse Orde. Ook bedienden ze het "Siecken", de leprozerie aan de Scharnerweg (ongeveer tegenover de marechausseekazerne).
Eind 1794 werd Maastricht ingenomen door de Franse revolutionaire legers. Op 1 september 1796 werd het klooster, zoals alle kloosters in Maastricht, door de nieuwe Franse machthebbers opgeheven. De inventaris van kerk en klooster werden door de Franse staat geconfisqueerd en geveild. In 1900 vond de archivaris August Flament de catalogus van de augustijnenbibliotheek terug op de zolder van de pastorie van Heer.
De kloostergebouwen deden vervolgens onder meer dienst als militair depot, militiezaal, stadsarmenschool, stadstekenschool en oudheidkundig museum van het LGOG (voorloper van het Bonnefantenmuseum). De kerk werd onder andere gebruikt als toneelzaal, tentoonstellingszaal van sociëteit Momus, schoolgebouw voor kinderen van Belgische vluchtelingen tijdens de Eerste Wereldoorlog en daarna als parochiekerk Sint-Jozef (1920-'64), waarvoor de kerk grondig werd verbouwd. In 1876 werd een deel van het klooster afgebroken ten behoeve van de verbreding van de Mariastraat; in 1922 volgde de rest wegens bouwvalligheid. Een klein deel bleef bewaard als onderdeel van de pastorie van de nieuwe Sint-Jozefparochie. De bewaard gebleven kloosterkerk is sinds 1966 een rijksmonument en is in 1974-'76 gerestaureerd. De kerk was enige jaren in gebruik als discotheek NightLive, daarna als kinderspeelzaal FunVille. In een deel van de kerk is het verenigings- en repetitielokaal van de Mastreechter Staar gevestigd.

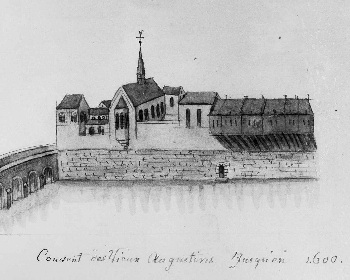
Eerste klooster (Van Gulpen, reconstructie)
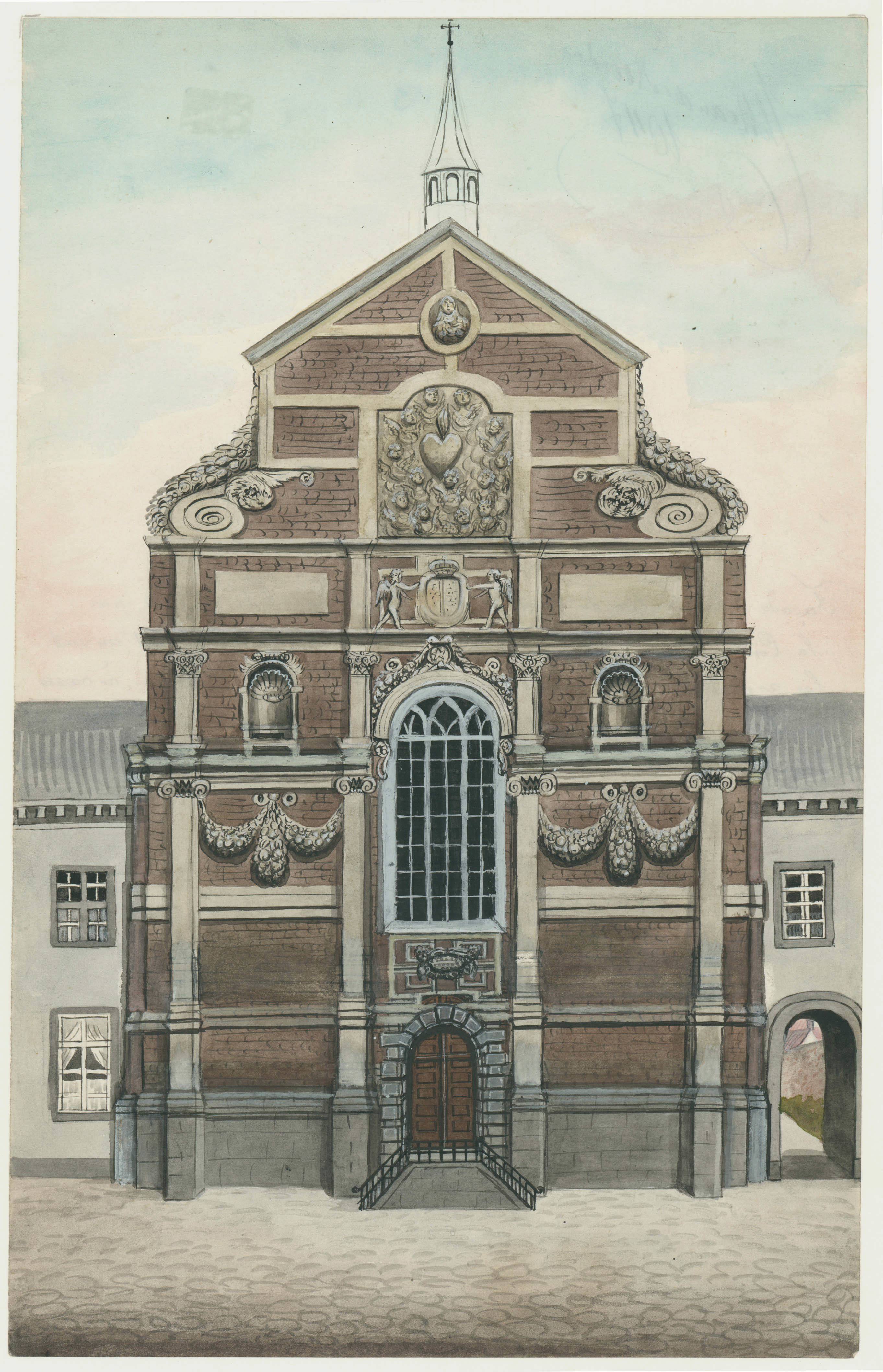
Kerk met kloosterpoort (Van Gulpen, ca 1850)
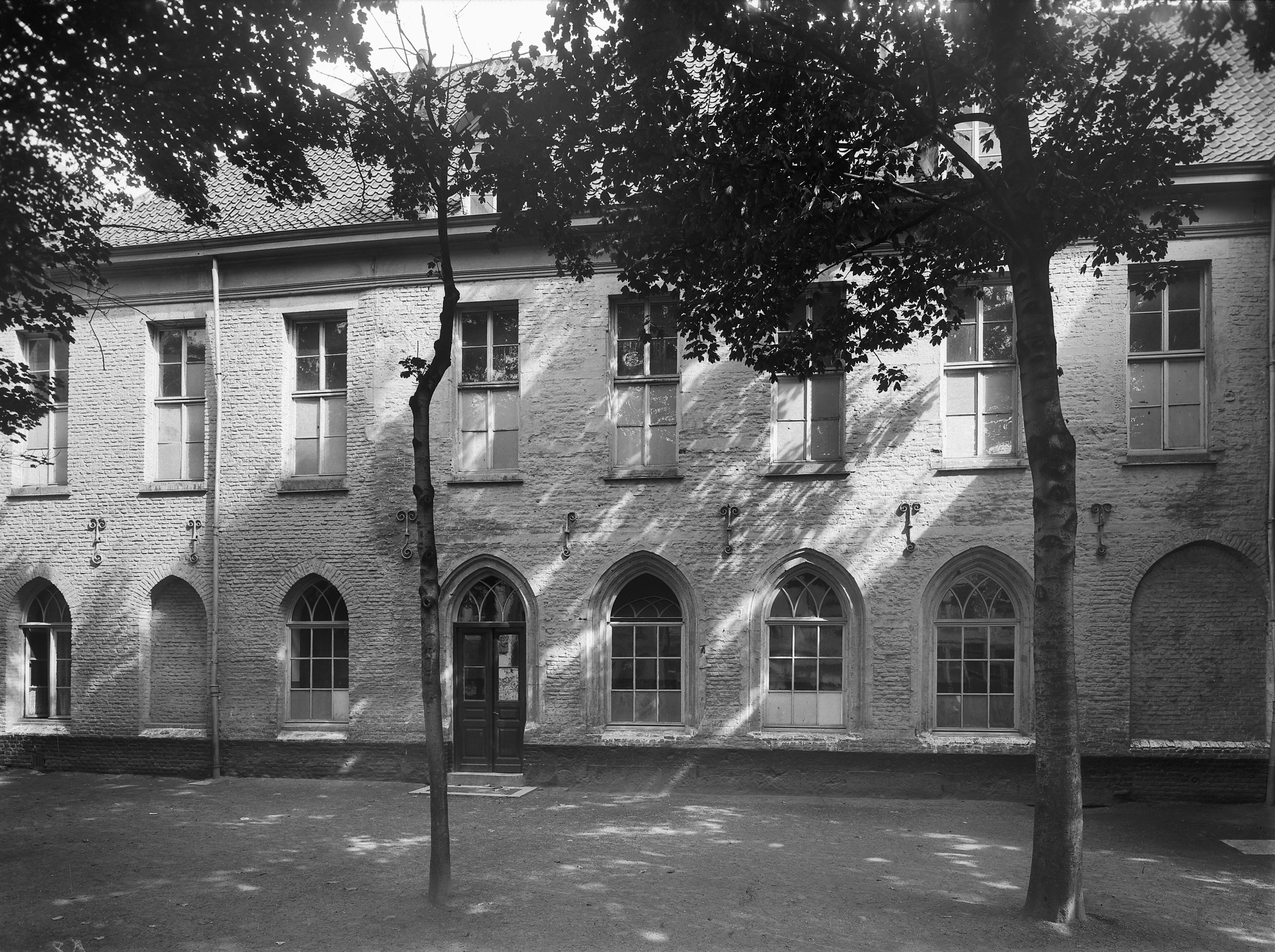
Gesloopte kloostervleugel (1916)
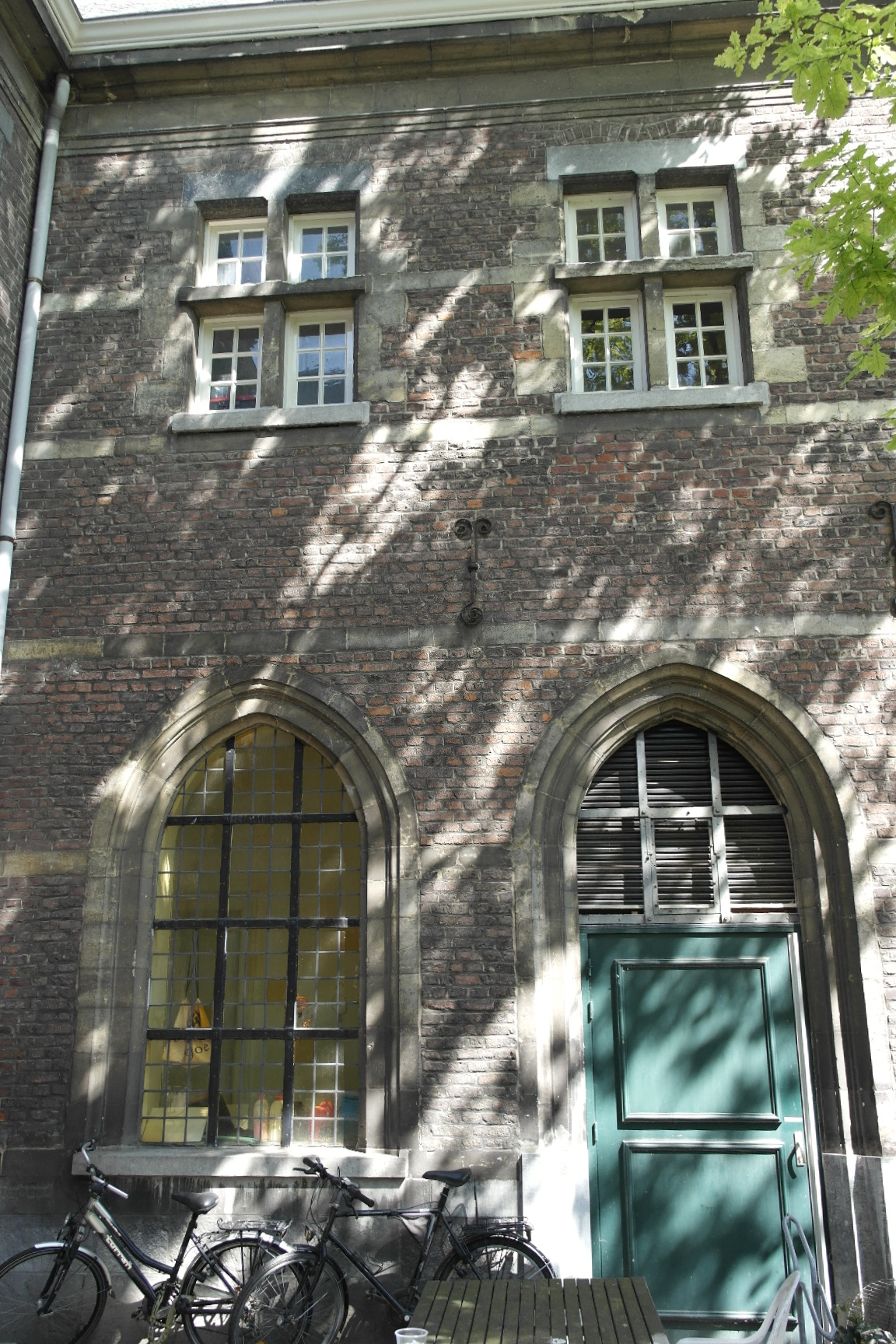
Restant kloostervleugel (2014)

### Priors
- 1617 Nicolas Crusens[5]
- 1656 Leonard Coenen (later prior te Leuven; † 1685)[5]
- 1660 Gregorius van Dongen[5]

### Latere vestigingen (20e-21e eeuw)
In de tweede helft van de twintigste eeuw vestigden zich opnieuw augustijnen in Maastricht. Van 1960 tot 1979 woonden augustijnen in een modern klooster in de naoorlogse woonwijk Malpertuis. De paters waren onder andere actief in het rectoraat van de naastgelegen parochiekerk. Nadat de augustijnen Malpertuis in 1979 hadden verlaten, was het klooster enige tijd in gebruik als dagcentrum voor gehandicapten. Tegenwoordig zijn hier de kantoren van Opera Zuid gevestigd.
Van 1964 tot 2005 waren er Zusters Augustinessen van Sint Monica gevestigd in Maastricht. Tot 1996 woonden de zusters in het voormalige Rooms-katholieke weeshuis op de hoek Lenculenstraat-Verwerhoek in het Jekerkwartier; daarna nog enige jaren in een woonhuis aan de Statensingel. De "Hof van Sint-Monica" aan de Lenculenstraat is omstreeks 2009 verbouwd tot woningen.

## Beschrijving gebouwen

### Kloostervleugel Mariastraat
Van het eerste Augustijnenklooster is voor zover bekend niets overgebleven. De fundamenten zijn waarschijnlijk bij de aanleg van het Kanaal Maastricht-Luik vergraven. Van het tweede klooster is behalve de kerk aan de Kesselskade eveneens weinig over. Een klein gedeelte van een kloostergevel, drie spitsboogvensters van de voormalige kruisgang, een gedeelte van een kroonlijst op zware consoles, is alles wat resteert.

### Kloosterkerk
De Augustijnenkerk werd van 1609-1659 gebouwd in de stijl van de vroege Luikse barok. De kerk is opgetrokken uit baksteen, mergel en Naamse steen. Het gebouw bestaat uit een eenbeukig schip met een later toegevoegd koor. De barokke voorgevel is rijk geornamenteerd met pilasters, nissen en reliëfs van mergelsteen. De kerk is sinds 1966 een rijksmonument.

### Latere kloosters
Het voormalige Augustijnenklooster in de buurt Malpertuis in Maastricht-West bevindt zich naast de parochiekerk aan het Malpertuisplein en vormt architectonisch een geheel met de kerk. Het ontwerp van Jean Huysmans uit 1964 bestaat uit een eenlagig, paviljoenachtig gebouw van rode baksteen.
Het Maastrichtse Klooster van de Augustinessen van Sint-Monica werd in 1964 ondergebracht in het voormalige RK weeshuis. Het oudste deel is de vleugel langs de Verwerhoek met aan de zuidzijde een topgevel met resten van accoladebogen boven de vensters, wellicht uit de zestiende eeuw. Aan de hofzijde bezit deze vleugel een gevel met kruiskozijnen en een middenpartij met een fronton uit het begin van de achttiende eeuw. De vleugel aan de Lenculenstraat bestaat uit twee delen: de grotendeels vernieuwde westelijke helft heeft een grote toegangspoort met hardstenen omlijstingen met blokwerk. Aan de hofzijde heeft dit gedeelte jaarankers 40 (1640). De oostelijke helft van de vleugel aan de Lenculenstraat heeft een lateiboogingang en -vensters in hardsteen en aan de hofzijde een steen met het jaartal 1778. De fraaie neogotische kapel aan de achterzijde is een ontwerp van Johannes Kayser en is waarschijnlijk omstreeks 1900 tot stand gekomen in opdracht van de Liefdezusters van de Heilige Carolus Borromeus, die in deze periode het RK Weeshuis bestierden en ook voor hun eigen klooster door Kayser een nieuwe kerk lieten bouwen.

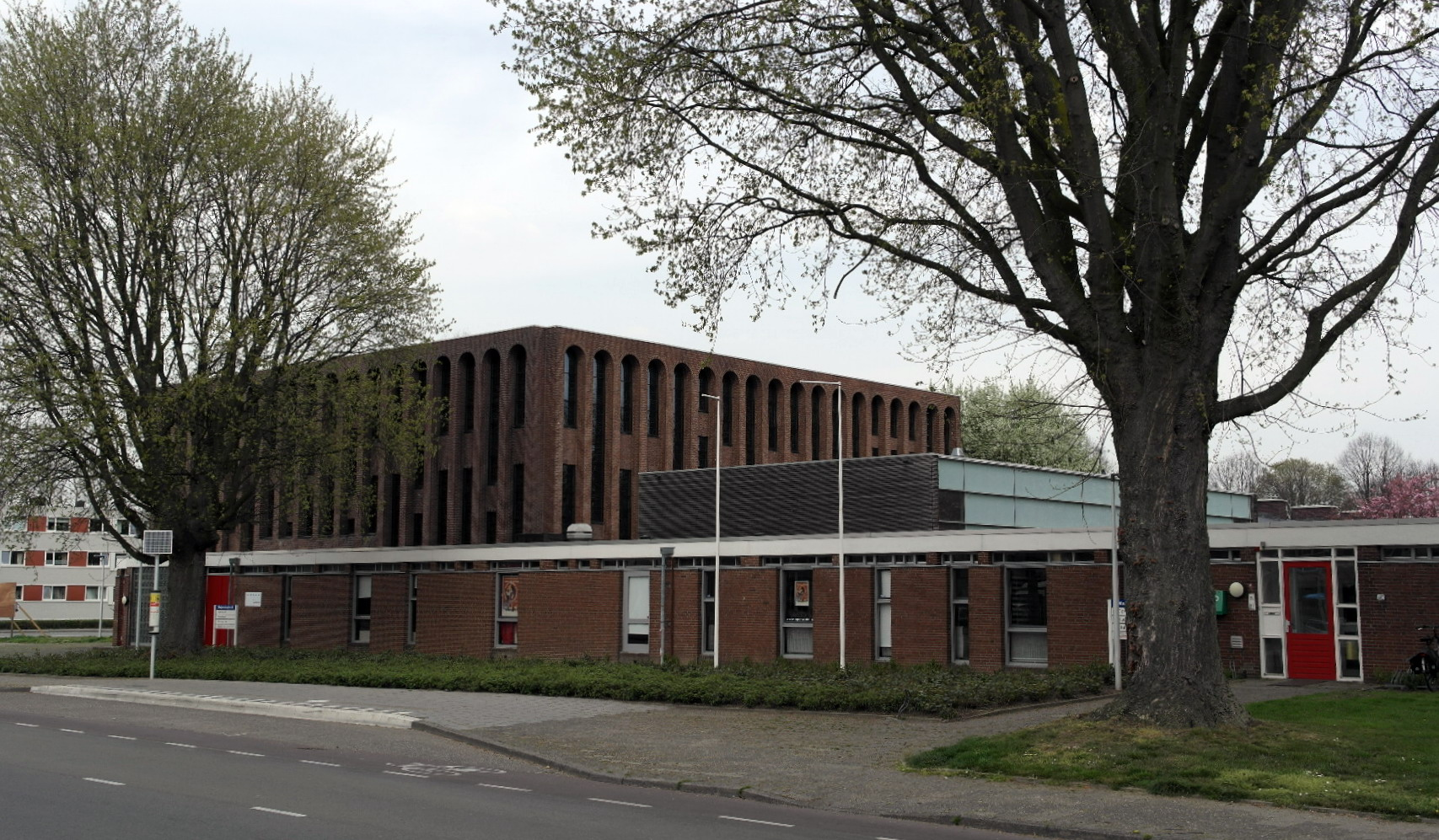
Augustijnenklooster Malpertuis
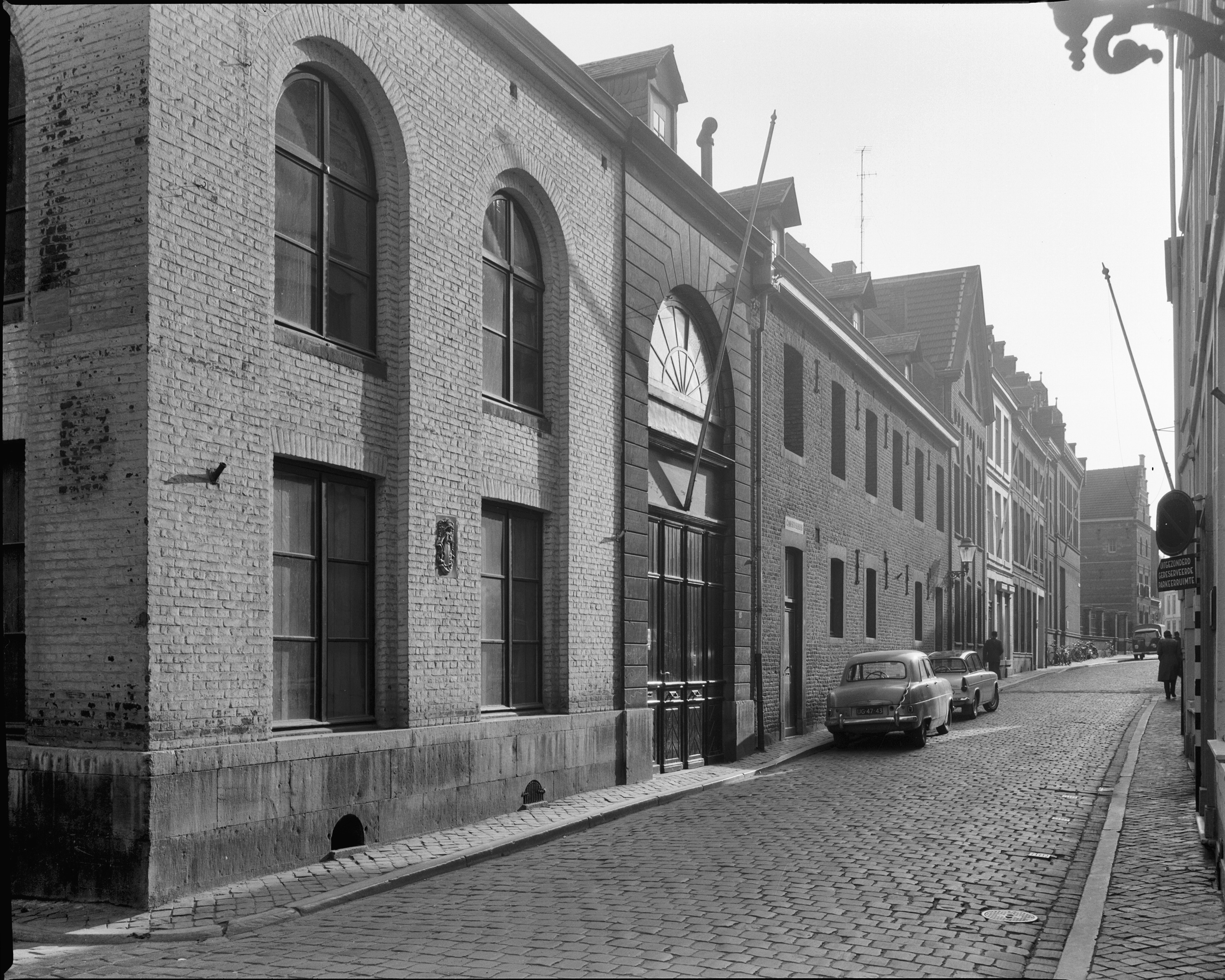
Augustinessenklooster, gevel Lenculenstraat
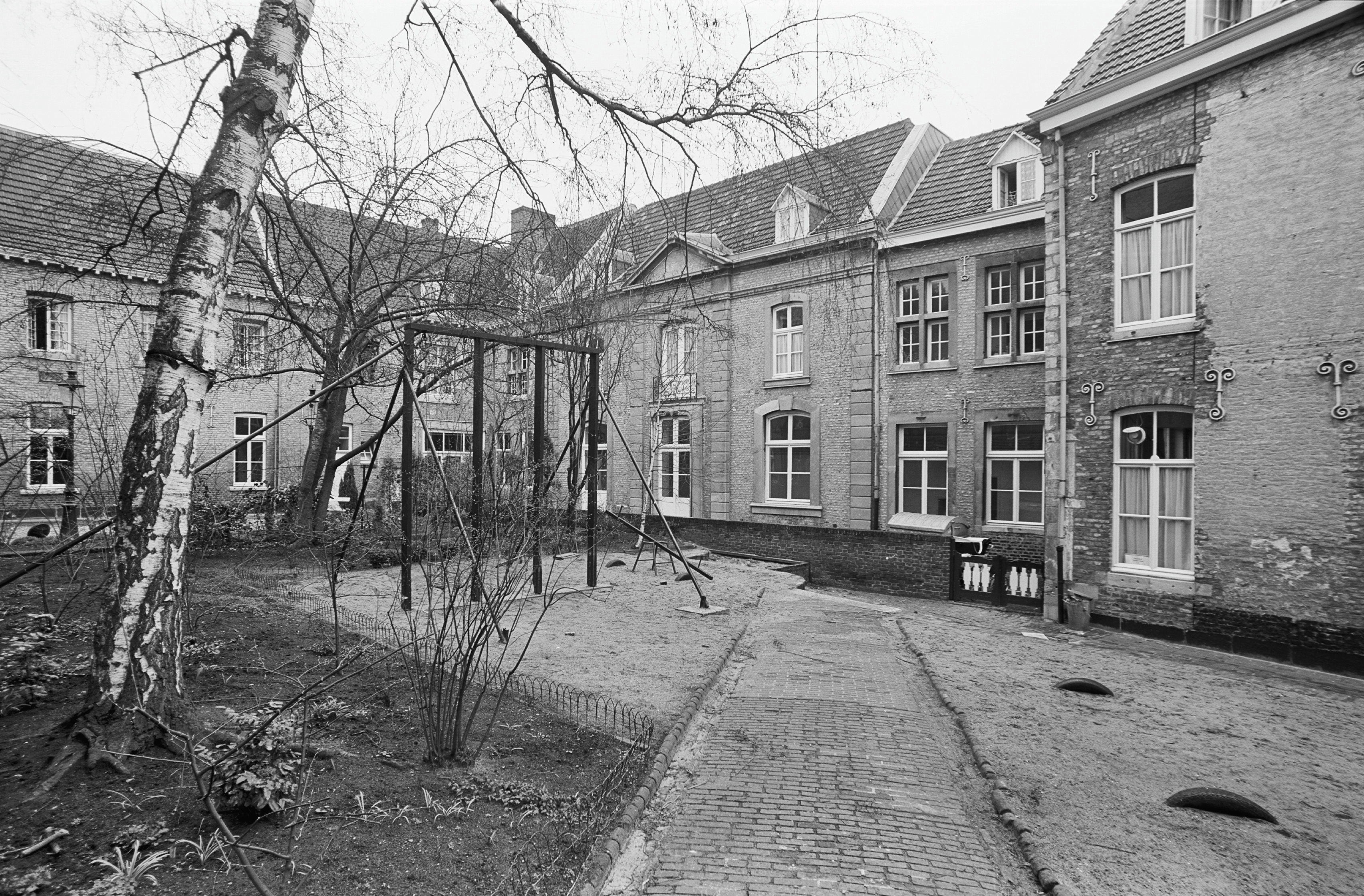
Augustinessenklooster, hofzijde
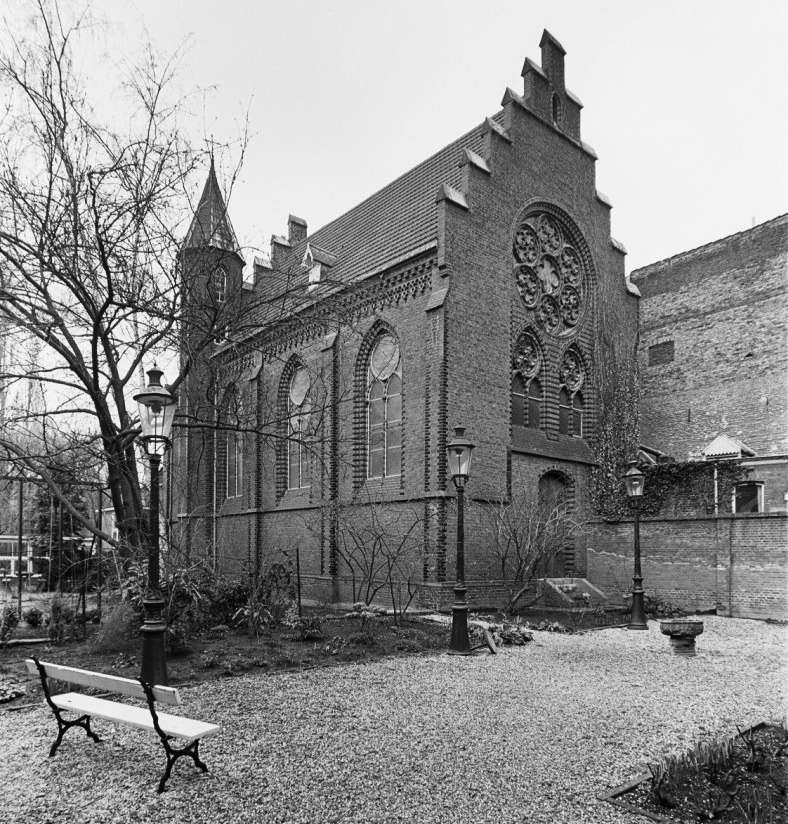
Augustinessenklooster, kapel "Hof van Monica"